# Physematium pubescens
Physematium pubescens — вид родини вудсієвих (Woodsiaceae), ендемік Ямайки.

## Середовище проживання
Ендемік Ямайки.